# 弗爾博韋

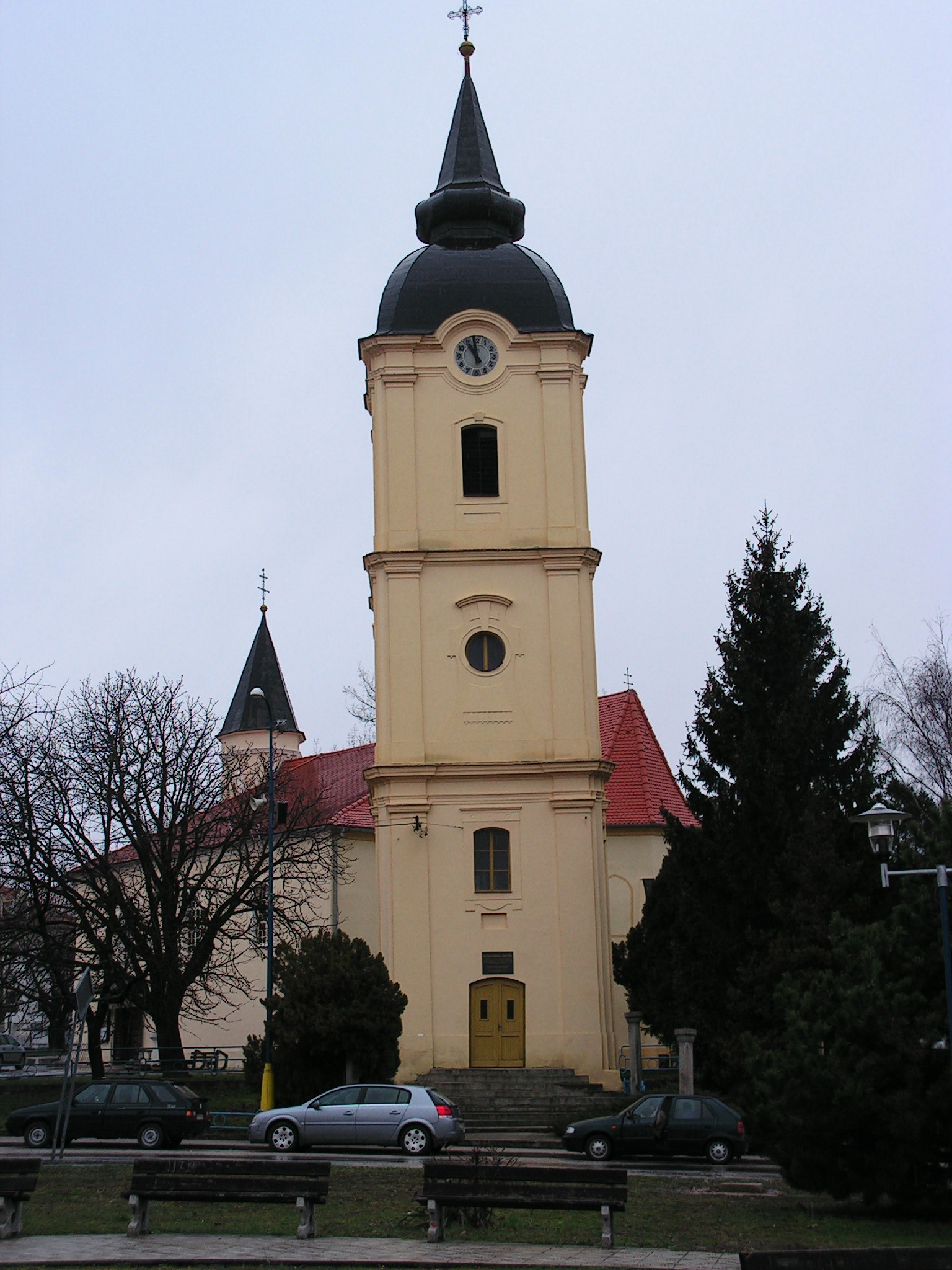

弗爾博韋是斯洛伐克的城鎮，位於該國西北部，由特爾納瓦州負責管轄，面積13.97平方公里，海拔高度188米，2005年人口6,309，其中七成居民信奉羅馬天主教。

## 外部連結
- Official website （页面存档备份，存于）
- Virtual Tour of Vrbové （页面存档备份，存于）